# Sprawa taterników
Sprawa taterników – śledztwo i proces młodych polskich współpracowników paryskiej „Kultury”, trwające od 1969 do wyroku w 1970.

## Geneza

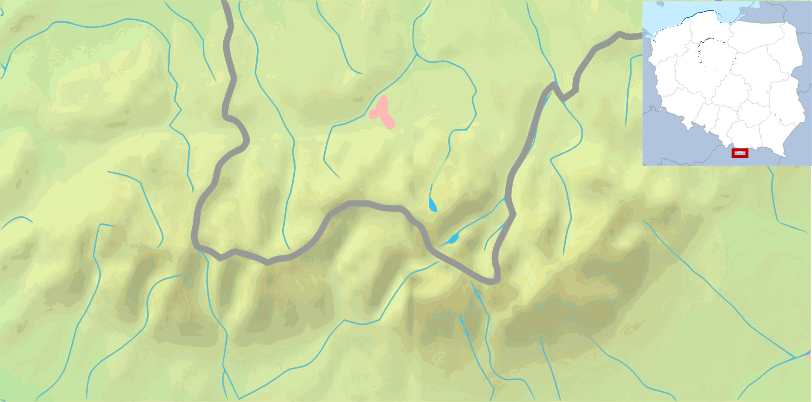
Przebieg ówczesnej granicy polsko-czechosłowackiej w Tatrach

Tzw. sprawą taterników objęto dwie grupy osób współpracujących z paryską „Kulturą”. Pierwszą tworzyli Maciej Kozłowski, Andrzej Mróz, Maria Tworkowska, Krzysztof Szymborski, Jan Krzysztof Kelus, Maciej Włodek i Urszula Sikorska. Osoby te przemycały przez granicę polsko-czechosłowacką, w rejonie Tatr, z jednej strony powstałe w Polsce dokumenty dotyczące wydarzeń marca 1968 i bieżącej sytuacji w Polsce, z drugiej egzemplarze „Kultury” oraz książki wydawane przez Instytut Literacki. Pomysłodawcą i liderem tej grupy był Maciej Kozłowski. Jakub Karpiński i Małgorzata Szpakowska zbierali niezależnie od ww. grupy dokumentację dotyczącą Marca 1968, a Karpiński opublikował również na łamach „Kultury” anonimową analizę tych wydarzeń Nie o egalitaryzm chodziło (nr 6 z 1969).

## Śledztwo i proces

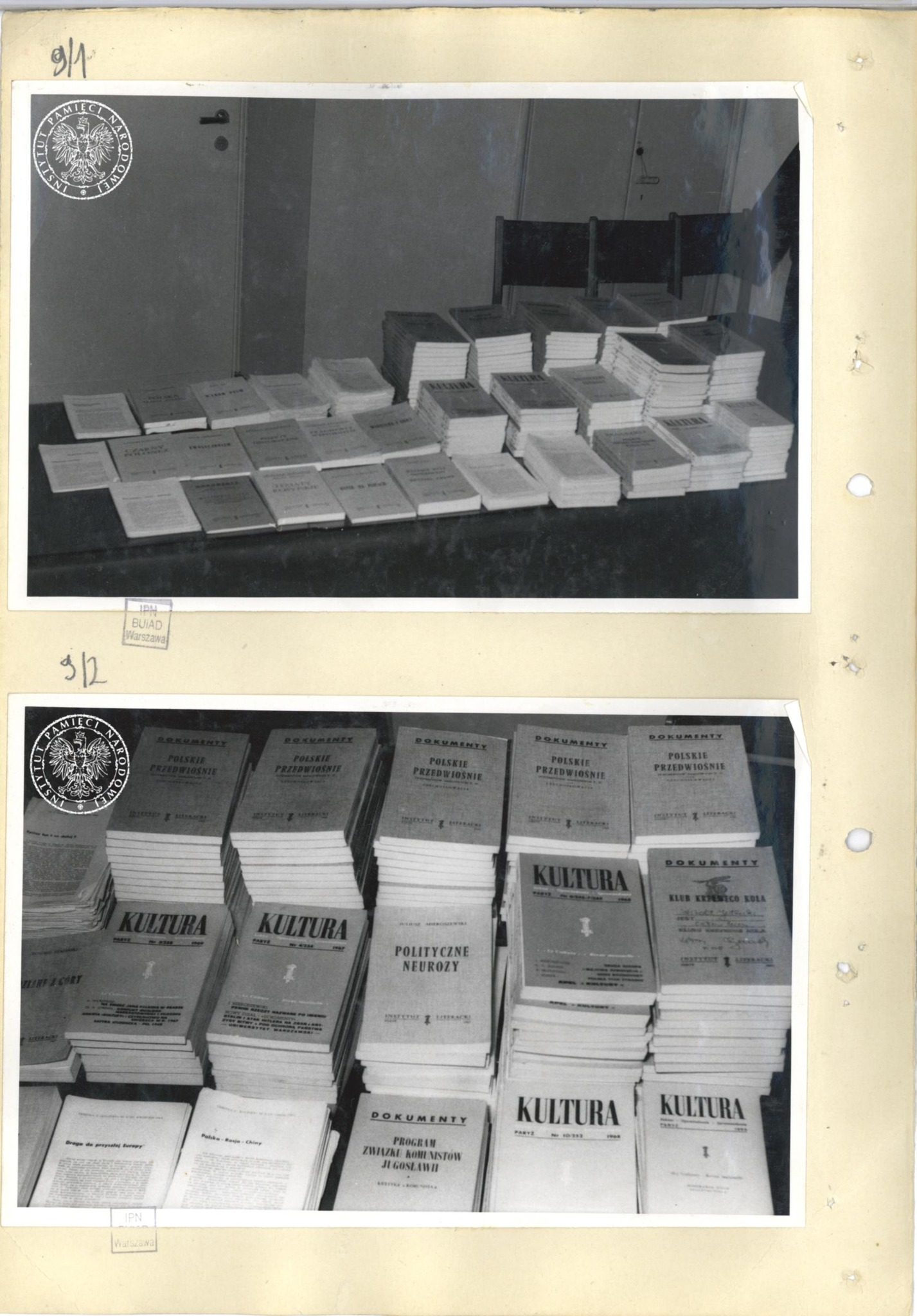
Literatura Instytutu Literackiego w Paryżu, zarekwirowana przez władze CSRS u Macieja Kozłowskiego i Marii Tworkowskiej na punkcie granicznym

Władze PRL wpadły na ślad grupy Macieja Kozłowskiego dzięki donosowi tajnego współpracownika SB, który przypadkowo zetknął się z Maciejem Włodkiem i podsłuchał jego rozmowę z Ireną Lasotą dotyczącą przerzutu wydawnictw niezależnych przez Tatry. W wyniku działań operacyjnych SB ustalono następnie krąg osób współpracujących z Włodkiem. Maciej Kozłowski i Maria Tworkowska zostali zatrzymani przez władze czechosłowackie 27 maja 1969 w słowackim Smokowcu i przekazani do Polski. Równocześnie SB w maju i czerwcu 1969 zatrzymała Krzysztofa Szymborskiego, Jana Krzysztofa Kelusa, Urszulę Sikorską i Macieja Włodka. Niezależnie od nich w czerwcu 1969 aresztowani zostali również Jakub Karpiński i Małgorzata Szpakowska, ale śledztwo dotyczące wszystkich tych osób połączono dopiero jesienią 1969.
Władze PRL zdecydowały się oskarżyć Kozłowskiego, Tworkowską, Szymborskiego i Karpińskiego o czyn z art. 5 małego kodeksu karnego, tj. wejście w porozumienie z obcą organizacją w celu działania na szkodę Państwa Polskiego, a Szpakowską o czyn z art. 23 § 1 mkk, tj. rozpowszechnianie fałszywych wiadomości mogących wyrządzić szkodę Państwu Polskiemu. Procesowi nadano stosunkowo duży rozgłos, aby skompromitować środowisko paryskiej „Kultury”, rozpoczął się 9 lutego 1970, wyrok wydano 24 lutego 1970. Sąd skazał Kozłowskiego na 4,5 roku więzienia, Karpińskiego na 4 lata więzienia, Szymborskiego i Tworkowską na 3 i pół roku więzienia, Szpakowską na 3 lata więzienia. Wyroki obniżono następnie po rozpoznaniu rewizji przez Sąd Najwyższy - Maciejowi Kozłowskiemu do 3 lat, Jakubowi Karpińskiemu do 2 lat i 8 miesięcy, Marii Tworkowskiej do 1 roku i 9 miesięcy, Krzysztofowi Szymborskiemu do 2 lat i 4 miesięcy, Małgorzacie Szpakowskiej do 1 roku i 6 miesięcy. Wyroki te skrócono następnie wobec zastosowania amnestii uchwalonej "z okazji 25 lecia PRL" (ustawa z 21 lipca 1969). Jako ostatni więzienie opuścili Karpiński – w czerwcu 1971, Kozłowski – we wrześniu 1971. Kelus, Sikorska i Włodek w czasie procesu byli przesłuchiwani jako świadkowie, ale z aresztu zwolniono ich dopiero w marcu 1970 bez własnego procesu.